# Reto Perl
Reto Perl (né le 23 novembre 1923 à Davos et mort le 27 février 1987) est un joueur professionnel suisse de hockey sur glace.

## Carrière
Reto Perl joue durant sa carrière au HC Davos et au HC Arosa.
Il participe aux Jeux olympiques de 1948, où la Suisse à domicile prend la médaille de bronze, et joue quatre matchs du tournoi.